# Сьлесін (Куявсько-Поморське воєводство)
Сьлесін (пол. Ślesin) — село в Польщі, у гміні Накло-над-Нотецем Накельського повіту Куявсько-Поморського воєводства.
Населення — 2254 особи (2011).
У 1975-1998 роках село належало до Бидгощського воєводства.

## Демографія
Демографічна структура станом на 31 березня 2011 року:
|          | Загалом | Допрацездатний вік | Працездатний вік | Постпрацездатний вік |
| -------- | ------- | ------------------ | ---------------- | -------------------- |
| Чоловіки | 1117    | 230                | 807              | 80                   |
| Жінки    | 1137    | 238                | 710              | 189                  |
| Разом    | 2254    | 468                | 1517             | 269                  |